# AGSM Verona Calcio Femminile 2015-2016
Questa voce raccoglie le informazioni riguardanti l'Associazione Sportiva Dilettantistica AGSM Verona Calcio Femminile nelle competizioni ufficiali della stagione 2015-2016.

## Divise e sponsor
La divisa casalinga continua ad essere quella gialla a tinta unita, sia nella maglia, tranne nel colletto e nei bordi manica, di colore blu, che nei pantaloncini e calzettoni. La maglia da trasferta è invece interamente nera con una striscia gialla che corre ai lati della divisa: lo sponsor principale è AGSM Verona mentre lo sponsor tecnico fornitore delle maglie è Nike.
|  | 1ª divisa |  | 2ª divisa |  |

## Stagione
La stagione 2015-2016 si è aperta con la sconfitta nella partita che ha consegnato ai tiri di rigore al Brescia la seconda Supercoppa italiana consecutiva. Nella partita disputata a Castiglione delle Stiviere il 26 settembre la vittoria del Brescia è arrivata ai rigori dopo che i tempi regolamentari si erano conclusi a reti inviolate. Decisivi sono stati gli errori dal dischetto di Gabbiadini, Bonetti e Öhrström.
In UEFA Champions League l'AGSM Verona è entrato direttamente nella fase ad eliminazione diretta come squadra testa di serie. Nei sedicesimi di finale il sorteggio ha visto opposto l'AGSM Verona alla squadra campione d'Austria, il St. Pölten-Spratzern. Dopo un'avvincente partita d'andata giocata in terra austriaca e finita 4-5 per le veronesi, la partita di ritorno allo Stadio Aldo Olivieri si è conclusa sul 2-2, consentendo all'AGSM Verona di superare il turno. Il sorteggio per gli ottavi di finale ha posto il Rosengård, squadra campione di Svezia, sulla strada dell'AGSM Verona. Sia la gara di andata sia la gara di ritorno hanno visto le svedesi prevalere (3-1 a Verona e 5-1 a Malmö), decretando la fine del cammino europeo delle veronesi.
Il campionato dell'AGSM Verona è iniziato con sette vittorie consecutive e 46 reti segnate in sole sette giornate. All'ottava giornata è arrivata la prima sconfitta casalinga, ad opera del Brescia, che ne ha interrotto la serie positiva. Grazie alla vittoria sul San Zaccaria e alla concomitante sconfitta del Mozzanica, alla decima giornata l'AGSM Verona è tornato in testa alla classifica in solitaria. La sconfitta con la Fiorentina all'undicesima giornata ha fatto scendere l'AGSM Verona al quarto posto con cui ha concluso il girone d'andata. Nonostante una serie di infortuni abbia costretto l'allenatore Renato Longega a rinunciare a diverse pedine della formazione titolare e a dover convocare in prima squadra calciatrici della squadra primavera, l'AGSM Verona si è mantenuta tra le prime quattro posizioni per tutto il girone di ritorno. Grazie alla vittoria contro la Fiorentina all'ultima giornata, le veronesi hanno scavalcato la stessa squadra viola guadagnando il secondo posto in classifica e l'accesso alla UEFA Women's Champions League 2016-2017.
Il 12 giugno 2016 ha disputato la finale di Coppa Italia contro il Brescia, perdendo per 2-1.

## Organigramma societario
Area tecnica
- Allenatore: Renato Longega
- Allenatore in seconda: Fabiana Comin
- Allenatore in seconda: Manuel Pignatelli
- Preparatore atletico: Gianluca Coghi
- Preparatore dei portieri: Giovanni Avesani

Area sanitaria
- Medico sociale: Michele Merlini
- Massaggiatore: Domenico Perricone
- Massaggiatore: Matteo Rognini

## Rosa
Rosa, numerazione e ruoli, tratti dal sito ufficiale della società, sono aggiornati al 6 gennaio 2016.
| N. |                      | Ruolo | Calciatrice         |
| -- | -------------------- | ----- | ------------------- |
| 1  | Svezia (bandiera)    | P     | Stéphanie Öhrström  |
| 3  | Italia (bandiera)    | D     | Michela Ledri       |
| 4  | Italia (bandiera)    | C     | Marta Carissimi     |
| 5  | Italia (bandiera)    | D     | Desirè Marconi      |
| 6  | Italia (bandiera)    | D     | Federica Di Criscio |
| 7  | Italia (bandiera)    | A     | Valeria Pirone      |
| 8  | Italia (bandiera)    | A     | Melania Gabbiadini  |
| 10 | Italia (bandiera)    | A     | Tatiana Bonetti     |
| 11 | Italia (bandiera)    | A     | Silvia Fuselli      |
| 12 | Scozia (bandiera)    | P     | Rachel Harrison     |
| 13 | Danimarca (bandiera) | A     | Camilla Kur Larsen  |
| 15 | Italia (bandiera)    | C     | Naila Ramera        |
| 17 | Italia (bandiera)    | D     | Elisa Fasoli        |
| 18 | Italia (bandiera)    | D     | Lara Laterza        |

| N. |                     | Ruolo | Calciatrice       |
| -- | ------------------- | ----- | ----------------- |
| 20 | Italia (bandiera)   | D     | Claudia Squizzato |
| 21 | Italia (bandiera)   | A     | Carlotta Baldo    |
| 22 | Svizzera (bandiera) | C     | Sandy Maendly     |
| 23 | Italia (bandiera)   | D     | Cecilia Salvai    |
| 24 | Italia (bandiera)   | D     | Camilla Pavana    |
| 25 | Italia (bandiera)   | D     | Veronica Belfanti |
| ?  | Italia (bandiera)   | D     | Caterina Ambrosi  |
| ?  | Italia (bandiera)   | C     | Veronica Brutti   |
| ?  | Italia (bandiera)   | C     | Valeria Dal Molin |
| ?  | Italia (bandiera)   | C     | Elena Nichele     |
| ?  | Italia (bandiera)   | C     | Sara Osetta       |
| ?  | Italia (bandiera)   | A     | Veronica Pasini   |
| ?  | Italia (bandiera)   | A     | Angelica Soffia   |
| ?  | Italia (bandiera)   | A     | Mia Zorzi         |

## Calciomercato
| Acquisti | Acquisti           | Acquisti         | Acquisti      |
| R.       | Nome               | da               | Modalità      |
| -------- | ------------------ | ---------------- | ------------- |
| P        | Rachel Harrison    | Spartans         | definitivo    |
| D        | Lara Laterza       |                  | svincolata    |
| D        | Veronica Belfanti  | Cuneo            | fine prestito |
| A        | Camilla Kur Larsen | Western NY Flash | definitivo    |
| A        | Valeria Pirone     | Res Roma         | definitivo    |

| Cessioni | Cessioni         | Cessioni    | Cessioni       |
| R.       | Nome             | a           | Modalità       |
| -------- | ---------------- | ----------- | -------------- |
| P        | Ilaria Toniolo   | Vicenza     | definitivo     |
| C        | Sandy Maendly    | Neunkirch   | definitivo     |
| A        | Martina Gelmetti | Lugano 1976 | definitivo     |
| A        | Lilla Sipos      | St. Pölten  | definitivo     |
| A        | Patrizia Panico  |             | fine contratto |

## Risultati

### Serie A

#### Girone di andata
| Arbitro: | Stefano Nicolini (Brescia) |

|                                                                 |           |             |
| Bonetti 37’, 64’, 71’ Fuselli 48’ Gabbiadini 51’ Ledri 54’, 66’ | Marcatori | 74’ Moretti |

| Arbitro: | Federico Modesto (Treviso) |

|  |           |                                                                  |
|  | Marcatori | 26’ (rig.), 83’ Bonetti 39’, 68’ Ledri 66’ Fuselli 79’ Carissimi |

| Arbitro: | Fabian Brognati (Ferrara) |

|                                 |           |                                                                 |
| Brumana 45+2’ Parisi 73’ (rig.) | Marcatori | 24’, 86’ Bonetti 34’ Carissimi 41’, 70’, 89’ Pirone 83’ Fuselli |

| Arbitro: | Fabio Catani (Fermo) |

|                                                 |           |  |
| Gabbiadini 3’, 62’, 75’ Bonetti 19’ Fuselli 41’ | Marcatori |  |

| Arbitro: | Cristian Robilotta (Sala Consilina) |

|                      |           |                                                                           |
| Privitera 19’ (rig.) | Marcatori | 15’, 46’ Fuselli 26’, 33’, 63’ Bonetti 45+1’ (rig.) Gabbiadini 86’ Pirone |

| Arbitro: | Davide Santarossa (Pordenone) |

|                                                                     |           |                |
| Pirone 2’, 50’ Gabbiadini 8’ Bonetti 37’, 67’ Fuselli 43’, 72’, 90’ | Marcatori | 83’ Colasuonno |

| Arbitro: | Andrea Bordin (Bassano del Grappa) |

|             |           |                                                                          |
| Cisotto 41’ | Marcatori | 51’, 74’ Bonetti 54’ Salvai 65’ (rig.) Gabbiadini 78’ Ramera 80’ Fuselli |

| Arbitro: | Tommaso Righi (Bologna) |

|                        |           |                                                          |
| Pirone 32’ Fuselli 52’ | Marcatori | 2’ Girelli 4’ (aut.) Di Criscio 58’ Bonansea 87’ Tarenzi |

| Arbitro: | Dario Madonia (Palermo) |

|               |           |             |
| Giugliano 28’ | Marcatori | 43’ Bonetti |

| Arbitro: | Paolo Messaggi (Crema) |

|                                 |           |  |
| Gabbiadini 17’, 42’ Bonetti 65’ | Marcatori |  |

| Arbitro: | Simone Taricone (Perugia) |

|                                    |           |            |
| Orlandi 17’ Caccamo 35’ Panico 49’ | Marcatori | 60’ Salvai |

#### Girone di ritorno
| Arbitro: | Davide Simonini (Gallarate) |

|  |           |                                 |
|  | Marcatori | 30’ Ledri 81’ Ramera 83’ Pirone |

| Arbitro: | Marco Sicurello (Seregno) |

|                                                                      |           |              |
| Gabbiadini 7’, 17’, 90+2’ Ramera 23’ Fuselli 29’, 52’ Di Criscio 47’ | Marcatori | 34’ Erlacher |

| Arbitro: | Massimo Abagnale (Parma) |

|             |           |                                                             |
| Fuselli 35’ | Marcatori | 27’ Camporese 53’ Parisi 57’ Dri 73’ Clelland 90+4’ Brumana |

| Arbitro: | Maria Francesca Staico (Cagliari) |

|                          |           |                               |
| Nagni 30’ Nainggolan 84’ | Marcatori | 42’ Salvai 86’ (rig.) Bonetti |

| Arbitro: | Riccardo Dell’Oca (Como) |

|                                  |           |             |
| Bonetti 9’, 20’ Fuselli 48’, 62’ | Marcatori | 58’ Riboldi |

| Arbitro: | Simone Galipò (Firenze) |

|                     |           |                                   |
| Colasuonno 79’, 89’ | Marcatori | 12’ Salvai 24’ Bonetti 54’ Pasini |

| Arbitro: | Mattia Caldera (Como) |

|                                        |           |             |
| Bonetti 11’ Ledri 77’ Fuselli 79’, 83’ | Marcatori | 49’ Cisotto |

| Arbitro: | Massimiliano Lombardelli (Torino) |

|                           |           |             |
| Mele 19’ Girelli 22’, 82’ | Marcatori | 45’ Bonetti |

| Arbitro: | Matteo Mattera (Roma) |

|                                  |           |  |
| Ledri 38’ Pirone 60’ Bonetti 75’ | Marcatori |  |

| Arbitro: | Fabio Catani (Fermo) |

|                                            |           |                                                                     |
| Principi 33’ Piemonte 49’, 81’ Longato 60’ | Marcatori | 45’, 90+5’ Bonetti 53’ Ledri 56’ Pirone 68’, 85’ Fuselli 83’ Pasini |

| Arbitro: | Flavio Braghini (Bolzano) |

|                                 |           |                                    |
| Pirone 1’ Ledri 13’ Bonetti 57’ | Marcatori | 69’ (rig.) Vicchiarello 88’ Panico |

### Coppa Italia

#### Ottavi di finale
| Arbitro: | Alberto Ruben Arena (Torre del Greco) |

|  |           |                                     |
|  | Marcatori | 43’, 62’ Gabbiadini 55’, 85’ Pirone |

#### Quarti di finale
| Arbitro: | Michele Delrio (Reggio nell'Emilia) |

|                                        |           |  |
| Pasini 17’, 39’ Pirone 25’ Bonetti 72’ | Marcatori |  |

#### Semifinale
| Arbitro: | Luca Zucchetti (Foligno) |

|                      |           |                                         |
| Squizzato 77’ (aut.) | Marcatori | 72’ (rig.) Di Criscio 87’, 90+1’ Pirone |

#### Finale
| Arbitro: | Franck Tchato (Aprilia) |

|                       |           |            |
| Bonansea 27’ Mele 40’ | Marcatori | 6’ Bonetti |

### Supercoppa italiana
| Arbitro: | Carmen Gaudieri (Battipaglia) |

|                                              |                      |                                      |
| Gabbiadini Bonetti Ledri Öhrström Di Criscio | Tiri di rigore 2 – 3 | Linari Rosucci Gama Girelli Sabatino |

### UEFA Champions League

#### Sedicesimi di finale
| Arbitro: | Marta Acedo |

|                                                 |           |                                                              |
| Pöltl 29’ Sipos 31’ Vágó 37’ (rig.) Pinther 77’ | Marcatori | 21’ Larsen 24’ Bonetti 41’, 73’ Pirone 82’ (rig.) Gabbiadini |

| Arbitro: | Esther Staubli |

|                                  |           |              |
| Gabbiadini 12’ (rig.) 87’ (rig.) | Marcatori | 8’, 69’ Vágó |

#### Ottavi di finale
| Arbitro: | Jana Adámková |

|            |           |                                         |
| Pirone 30’ | Marcatori | 6’ Marta 37’ Pedersen 77’ Gunnarsdóttir |

| Arbitro: | Teodora Albon |

|                                                        |           |                |
| Bélanger 38’ Marta 50’, 67’, 87’ Fuselli 65’ (autogol) | Marcatori | 20’ Gabbiadini |

## Statistiche

### Statistiche di squadra
| Competizione        | Punti | In casa | In casa | In casa | In casa | In casa | In casa | In trasferta | In trasferta | In trasferta | In trasferta | In trasferta | In trasferta | Totale | Totale | Totale | Totale | Totale | Totale | DR  |
| Competizione        | Punti | G       | V       | N       | P       | Gf      | Gs      | G            | V            | N            | P            | Gf           | Gs           | G      | V      | N      | P      | Gf     | Gs     | DR  |
| ------------------- | ----- | ------- | ------- | ------- | ------- | ------- | ------- | ------------ | ------------ | ------------ | ------------ | ------------ | ------------ | ------ | ------ | ------ | ------ | ------ | ------ | --- |
| Serie A             | 50    | 11      | 9       | 0       | 2       | 47      | 16      | 11           | 7            | 2            | 2            | 44           | 19           | 22     | 16     | 2      | 4      | 91     | 35     | +56 |
| Coppa Italia        | -     | 1       | 1       | 0       | 0       | 4       | 0       | 2            | 2            | 0            | 0            | 7            | 1            | 4      | 3      | 0      | 1      | 12     | 3      | +9  |
| Supercoppa italiana | -     | -       | -       | -       | -       | -       | -       | -            | -            | -            | -            | -            | -            | 1      | 0      | 1      | 0      | 0      | 0      | 0   |
| Champions League    | -     | 2       | 0       | 1       | 1       | 3       | 5       | 2            | 1            | 0            | 1            | 6            | 9            | 4      | 1      | 1      | 2      | 9      | 14     | -5  |
| Totale              | -     | 14      | 10      | 1       | 3       | 54      | 21      | 15           | 10           | 2            | 3            | 57           | 29           | 31     | 20     | 4      | 7      | 112    | 52     | +60 |

### Andamento in campionato
| Giornata  | 1 | 2 | 3 | 4 | 5 | 6 | 7 | 8 | 9 | 10 | 11 | 12 | 13 | 14 | 15 | 16 | 17 | 18 | 19 | 20 | 21 | 22 |
| --------- | - | - | - | - | - | - | - | - | - | -- | -- | -- | -- | -- | -- | -- | -- | -- | -- | -- | -- | -- |
| Luogo     | C | T | T | C | T | C | T | C | T | C  | T  | T  | C  | C  | T  | C  | T  | C  | T  | C  | T  | C  |
| Risultato | V | V | V | V | V | V | V | P | N | V  | P  | V  | V  | P  | N  | V  | V  | V  | P  | V  | V  | V  |
| Posizione | 1 | 1 | 1 | 1 | 1 | 1 | 1 | 2 | 2 | 1  | 4  | 4  | 3  | 3  | 4  | 3  | 3  | 2  | 3  | 3  | 3  | 2  |

Legenda:

Luogo: C = Casa; T = Trasferta. Risultato: V = Vittoria; N = Pareggio; P = Sconfitta.

### Statistiche delle giocatrici
| Giocatore     | Serie A  | Serie A | Serie A     | Serie A    | Coppa Italia | Coppa Italia | Coppa Italia | Coppa Italia | Supercoppa italiana | Supercoppa italiana | Supercoppa italiana | Supercoppa italiana | Champions League | Champions League | Champions League | Champions League | Totale   | Totale | Totale      | Totale     |
| Giocatore     | Presenze | Reti    | Ammonizioni | Espulsioni | Presenze     | Reti         | Ammonizioni  | Espulsioni   | Presenze            | Reti                | Ammonizioni         | Espulsioni          | Presenze         | Reti             | Ammonizioni      | Espulsioni       | Presenze | Reti   | Ammonizioni | Espulsioni |
| ------------- | -------- | ------- | ----------- | ---------- | ------------ | ------------ | ------------ | ------------ | ------------------- | ------------------- | ------------------- | ------------------- | ---------------- | ---------------- | ---------------- | ---------------- | -------- | ------ | ----------- | ---------- |
| C. Ambrosi    | 3        | 0       | 0           | 0          | 2            | 0            | 0            | 0            | -                   | -                   | -                   | -                   | 0                | 0                | 0                | 0                | 5        | 0      | 0           | 0          |
| C. Baldo      | 14       | 0       | 0           | 0          | 3            | 0            | 0            | 0            | 0                   | 0                   | 0                   | 0                   | 3                | 0                | 0                | 0                | 20       | 0      | 0           | 0          |
| V. Belfanti   | 16       | 0       | 0           | 0          | 3            | 0            | 0            | 0            | 0                   | 0                   | 0                   | 0                   | 4                | 0                | 0                | 0                | 23       | 0      | 0           | 0          |
| T. Bonetti    | 20       | 26      | 2           | 0          | 3            | 2            | 0            | 0            | 1                   | 0                   | 0                   | 0                   | 4                | 1                | 1                | 0                | 28       | 29     | 3           | 0          |
| V. Brutti     | 5        | 0       | 0           | 0          | 2            | 0            | 0            | 0            | -                   | -                   | -                   | -                   | -                | -                | -                | -                | 7        | 0      | 0           | 0          |
| M. Carissimi  | 18       | 2       | 0           | 0          | 3            | 0            | 0            | 0            | 1                   | 0                   | 0                   | 0                   | 4                | 0                | 1                | 0                | 26       | 2      | 1           | 0          |
| V. Dal Molin  | 1        | 0       | 0           | 0          | -            | -            | -            | -            | -                   | -                   | -                   | -                   | -                | -                | -                | -                | 1        | 0      | 0           | 0          |
| F. Di Criscio | 20       | 1       | 2           | 0          | 4            | 1            | 1            | 0            | 1                   | 0                   | 0                   | 0                   | 3                | 0                | 2                | 0                | 28       | 2      | 5           | 0          |
| E. Fasoli     | 1        | 0       | 0           | 0          | -            | -            | -            | -            | -                   | -                   | -                   | -                   | -                | -                | -                | -                | 1        | 0      | 0           | 0          |
| S. Fuselli    | 22       | 21      | 1           | 0          | 4            | 0            | 0            | 0            | -                   | -                   | -                   | -                   | 3                | 0                | 0                | 0                | 29       | 21     | 1           | 0          |
| M. Gabbiadini | 14       | 12      | 1           | 0          | 1            | 2            | 0            | 0            | 1                   | 0                   | 0                   | 0                   | 3                | 3                | 0                | 0                | 19       | 17     | 1           | 0          |
| R. Harrison   | 12       | -15     | 1           | 0          | 2            | -3           | 0            | 0            | 0                   | 0                   | 0                   | 0                   | 0                | 0                | 0                | 0                | 14       | -18    | 1           | 0          |
| C. Larsen     | 0        | 0       | 0           | 0          | -            | -            | -            | -            | 1                   | 0                   | 0                   | 0                   | 1                | 1                | 0                | 0                | 2        | 1      | 0           | 0          |
| L. Laterza    | 17       | 0       | 4           | 1          | 3            | 0            | 1            | 0            | -                   | -                   | -                   | -                   | -                | -                | -                | -                | 20       | 0      | 5           | 1          |
| M. Ledri      | 22       | 9       | 0           | 0          | 4            | 0            | 0            | 0            | 1                   | 0                   | 1                   | 0                   | 4                | 0                | 1                | 0                | 31       | 9      | 2           | 0          |
| S. Maendly    | 5        | 0       | 0           | 0          | -            | -            | -            | -            | 1                   | 0                   | 0                   | 0                   | 3                | 0                | 1                | 0                | 9        | 0      | 1           | 0          |
| D. Marconi    | 0        | 0       | 0           | 0          | -            | -            | -            | -            | 0                   | 0                   | 0                   | 0                   | 0                | 0                | 0                | 0                | 0        | 0      | 0           | 0          |
| E. Nichele    | 5        | 0       | 0           | 0          | 2            | 0            | 0            | 0            | -                   | -                   | -                   | -                   | -                | -                | -                | -                | 7        | 0      | 0           | 0          |
| S. Öhrström   | 10       | -20     | 0           | 0          | 2            | 0            | 0            | 0            | 1                   | 0                   | 0                   | 0                   | 4                | -14              | 0                | 0                | 17       | -34    | 0           | 0          |
| S. Osetta     | 1        | 0       | 0           | 0          | 1            | 0            | 0            | 0            | -                   | -                   | -                   | -                   | -                | -                | -                | -                | 2        | 0      | 0           | 0          |
| V. Pasini     | 7        | 2       | 1           | 0          | 2            | 2            | 0            | 0            | -                   | -                   | -                   | -                   | -                | -                | -                | -                | 9        | 4      | 1           | 0          |
| C. Pavana     | 5        | 0       | 0           | 0          | -            | -            | -            | -            | -                   | -                   | -                   | -                   | 0                | 0                | 0                | 0                | 5        | 0      | 0           | 0          |
| V. Pirone     | 19       | 11      | 0           | 0          | 4            | 5            | 0            | 0            | 1                   | 0                   | 0                   | 0                   | 3                | 3                | 2                | 0                | 27       | 19     | 2           | 0          |
| N. Ramera     | 13       | 3       | 1           | 0          | 1            | 0            | 1            | 0            | 1                   | 0                   | 0                   | 0                   | 4                | 0                | 2                | 0                | 19       | 3      | 4           | 0          |
| C. Salvai     | 18       | 4       | 1           | 0          | 2            | 0            | 0            | 0            | 1                   | 0                   | 0                   | 0                   | 4                | 0                | 0                | 0                | 25       | 4      | 1           | 0          |
| A. Soffia     | 4        | 0       | 0           | 0          | 2            | 0            | 1            | 0            | -                   | -                   | -                   | -                   | -                | -                | -                | -                | 6        | 0      | 1           | 0          |
| C. Squizzato  | 17       | 0       | 3           | 1          | 4            | 0            | 1            | 0            | 1                   | 0                   | 0                   | 0                   | 4                | 0                | 0                | 0                | 26       | 0      | 4           | 1          |
| M. Zorzi      | 2        | 0       | 0           | 0          | -            | -            | -            | -            | -                   | -                   | -                   | -                   | -                | -                | -                | -                | 2        | 0      | 0           | 0          |